# Davis-Gletscher
Der Davis-Gletscher ist ein stark zerklüfteter Gletscher an der Scott-Küste des ostantarktischen Viktorialands. Sein Entstehungsgebiet ist die Nordwestflanke des Mount George Murray. Mit einer Gesamtlänge von 28 km mündet er gegenüber dem Südende der Lamplugh-Insel in den McMurdo-Sund und trifft dabei mit den Eismassen der Cheetham-Eiszunge zusammen. 
Der Davis-Gletscher wurde erstmals von Teilnehmern der Nimrod-Expedition (1907–1909) kartiert und nach John King Davis (1884–1967), Erster Offizier und späterer Kapitän des Expeditionsschiffs Nimrod, benannt.